# Sarastro (personnage)
Sarastro est un personnage de l'opéra La Flûte enchantée de Wolfgang Amadeus Mozart, composé sur un livret d'Emanuel Schikaneder.

## Personnage
Sarastro est un personnage masculin de La Flûte enchantée de Mozart dont le rôle est écrit pour une voix de basse profonde, l'une des plus graves de tout le répertoire lyrique (avec ses fa tenus),.
Selon le livret, il est Grand-prêtre d'Isis et d'Osiris. Décrit comme un tyran par la Reine de la nuit, sa véritable nature est révélée pour la première fois dans la bouche de l'Orateur, lors de ses échanges avec Tamino : « Sarastro gouverne dans le temple de la Sagesse ».
C'est un personnage d'initiateur, bon, sage et noble. Dans l’œuvre, imprégnée des Lumières rationalistes du XVIIIe siècle, il symbolise le Soleil, étant l'antagoniste de la maléfique Reine de la nuit,. Mais au-delà de leur antagonisme, existe aussi une relation fondamentale entre eux, celle de la raison et de l'instinct. Détenant Pamina, fille de la Reine de la nuit, il « comprend qu'il doit renoncer à elle en vue d'une réconciliation finale entre les deux royaumes qui ne sera acquise que par l'union de Tamino, disciple de la raison, et de Pamina, fille de l'instinct, à la fin de l’œuvre ». Avec ses prêtres, il ordonne ainsi à Tamino de subir diverses épreuves pour prouver qu'il est apte à épouser Pamina.
La majesté de Sarastro « plane sur tout l'opéra, lui insufflant aussi sa dimension religieuse, polarisée entre orientalisme et maçonnerie ».

## Airs
Dans l'opéra, le personnage de Sarastro est aussi essentiel à l'action que celui de la Reine de la nuit, même s'il est à peine plus long. Lui sont dédiés quelques interventions chantées et parlées, un trio, et deux airs à l'acte II, « parmi les plus beaux de tout le théâtre de Mozart » :
- « O Isis und Osiris », au début de l'acte II, après la Marche des prêtres, dans lequel il implore les dieux d'accorder la sagesse au couple Pamina et Tamino[3]. L'air, à l'opposé du « bel canto » de Tamino ou de la Reine de la nuit, est accompagné de sonorités graves à l'orchestre (cors de basset, bassons, trombones, altos divisés et violoncelles). Selon les mots du musicologue Rémy Stricker, c'est un « choral pour voix seule, ce qu'on n'a plus jamais entendu depuis les cantates[1] » ;
- « In diesen heil'gen Hallen », dans lequel il rappelle à Pamina que la vengeance est proscrite dans son royaume[3]. C'est un « choral orné[1] », sorte de lied de la paix où la pensée maçonnique de Mozart est résumée : « renoncement à la violence et à la vengeance, foi en une humanité régénérée par la générosité du cœur et par la fraternité universelle[4] ».

## Interprètes
Le rôle a été créé en 1791 par Franz Xaver Gerl, dont la femme a créé Papagena.
Au XXe siècle, les basses Martti Talvela et Kurt Moll sont des grands interprètes du rôle.

## Hommage
L'astéroïde (3026) Sarastro, découvert en 1977, est nommé en son honneur.